# Кеті Даглас
Кеті Даглас(англ. Katie Douglas, 19 жовтня 1998 Берлінгтон, Канада) — канадська актриса. Свою акторську кар'єру вона розпочала у шість років зі знімання у різних телевізійних рекламних роликах. У 2007 році Кеті зіграла свою дебютну роль в одному з епізодів серіалу «Світ криміналістики».

## Раннє життя і кар'єра
Даглас почала грати у віці шести років у Великій театральній компанії в Берлінгтоні, Онтаріо. Вона зіграла у низці вистав, зокрема у різдвяній п'єсі за участю пінгвінів, а також у ролі Дінь-Дінь у літньому таборі Берлінгтонської академії танцю. Даглас відвідувала середню школу Нельсона в Берлінгтоні. Протягом своєї ранньої акторської кар'єри Даглас завершувала освіту з мандрівним репетитором.

## Кар'єра
Даглас розпочала свою акторську кар'єру у віці шести років у фільмі "F2: Криміналістичний фактор". Пізніше Даглас зіграла Саллі Вілкокс у фантастичному екшн-шоу "Спуксвілль" на каналі Discovery Family у 2013 році, але воно тривало лише один сезон. Даглас зіграла роль молодої Іриси в науково-фантастичному екшн-серіалі "Виклик: Загублені", прем'єра якого відбулася на каналі SyFy у березні 2014 року. У віці 15 років Даглас була номінована на 41-шу церемонію вручення премії «Еммі» в галузі денного кіномистецтва, що відбулася в Лос-Анджелесі в 2014 році, за роль Саллі Вілкокс у серіалі "Спуксвілль".
Даглас знімалася в ролі Наомі Малік з 2017 по 2019 рік у канадському комедійно-драматичному телесеріалі "Мері вбиває людей" на каналі Global Network. Даглас зіграла головну роль Вів'єн у науково-фантастичному фільмі "Рівень 16" 2018 року.
У 2019 році Даглас отримала номінацію на премію ACTRA за головну роль у фільмі "Повір мені: Викрадення Лізи Маквей", зрештою програвши Емібет Мак-Налті. У 2021 році вона зіграла Еббі, подругу Джинні та частину групи МЕНДЖ (Макс, Еббі, Нора та Джинні) у комедійному серіалі Netflix "Джинні й Джорджія". З 2021 по 2022 рік Даглас виконує головну роль 18-річної Джекі Салліван у жіночому поліцейському комедійно-драматичному телесеріалі "Дуже важкі справи" на каналі CBC Television.
У 2022 році Даглас знімається в ролі Кейт Кофлін у фільмі Деніела Адамса "Прогулянка" в акторському складі, до якого входять Джастін Чатвін, Терренс Говард і Малкольм Макдауелл. У 2023 році Кеті Даглас приєдналася до подкасту Вейна Ейєрса.

## Фільмографія
| Рік         | Назва                                       | Роль                            | Нотатки            |
| ----------- | ------------------------------------------- | ------------------------------- | ------------------ |
| 2007        | «F2: Криміналістичний фактор»               |                                 | Серіал             |
| 2009        | «Точка займання»                            | Дженніфер Сабістон              | Серіал             |
| 2011        | «Залишайся зі мною»                         | Люсі                            | Телевізійний фільм |
| 2012        | «Сонячні замальовки маленького містечка»    | Роуз Лікок                      | Телевізійний фільм |
| 2012        | «Менше ніж добро»                           | Бренда                          | Серіал             |
| 2012        | «Альфи»                                     | Підліток Ніна                   | Серіал             |
| 2013        | «Примус»                                    | Молода Шафран                   |                    |
| 2014        | «Defiance: The lost ones»                   | Молода Іриса                    | Серіал             |
| 2013 - 2014 | «Spooksville»                               | Саллі Вілкокс                   | Серіал             |
| 2014        | «Врятувати надію»                           | Татум                           | Серіал             |
| 2013 - 2015 | «Непокора»                                  | Молода Іриса , Ірзу і не тільки | Серіал             |
| 2015 - 2016 | «Макс і Шред»                               | Мелані                          | Серіал             |
| 2016        | «Очевидець»                                 | Белла                           | Серіал             |
| 2018        | «Рівень 16»                                 | Вів'єн                          |                    |
| 2018        | «Виповз»                                    | Indigo                          | Серіал             |
| 2018        | «Кожен день»                                | Меган                           |                    |
| 2018        | «Тягар правди»                              | Аманда Парсон                   | Серіал             |
| 2018        | «Повірте мені: Викрадення Лізи Мак-Вей»     | Ліза Мак-Вей                    | Телевізійний фільм |
| 2019        | «Товстіший за воду»                         | Адді Декер                      | Телевізійний фільм |
| 2017 - 2019 | «Мері вбиває людей»                         | Наомі Малік                     | Серіал             |
| 2016 - 2019 | «Підвищення очікувань»                      | Коннер Вейні                    | Серіал             |
| 2020        | «Медсестри»                                 | Саша                            | Серіал             |
| 2021        | «Двосторонній»                              | Евелін, Саманта                 | Короткий           |
| 2021 - 2022 | «Досить важкі випадки»                      | Джекі Салліван                  | Серіал             |
| 2022        | «Прогулянка»                                | Кейт Кофлін                     |                    |
| 2021 - 2023 | «Джинні й Джорджія»                         | Еббі Літман                     | Серіал             |
| 2023        | Дівчина, яка втекла : історія Кари Робінсон | Кара Робінсон                   | Фільм              |